# Голов Юрій Васильович
Го́лов Ю́рій Васи́льович (нар. 22 липня 1937, Горький, СРСР — пом. 9 січня 2014, Нижній Новгород, Росія) — радянський футболіст, що виступав на позиції нападника. Найбільш відомий завдяки виступам у складі «Волги» з Горького та низці інших радянських футбольних клубів.

## Життєпис
На серйозному рівні Юрій Голов дебютував у 1961 році, захищаючи кольори футбольного клубу «Ракета» (Сормово). З 1963 року, після об'єднання «Ракети» з горьковським «Торпедо», продовжив виступи у новоствореному клубі «Волга», за який відіграв більше півтори сотні матчів з 1963 по 1967 рік. 17 травня 1964 року Юрій Голов став автором пам'ятного у історії клубу переможного м'яча у ворота московського «Динамо», які захищав Лев Яшин. Матч так і завершився з рахунком 1:0 на користь «Волги».
З 1968 по 1972 рік захищав кольори «Авангарда» з Жовтих Вод, куйбишевського «Металурга» та ульянівської «Волги».
9 січня 2013 року о сьомій годині ранку за московським часом Юрій Голов помер на 77-му році життя після тривалої хвороби.

## Досягнення
- Срібний призер другої групи класу «А» чемпіонату СРСР (1): 1963